# Charlie Wilson (muzikant)
Charlie Wilson (Tulsa (Oklahoma), 29 januari 1953) is een Amerikaanse R&B-zanger en muziekproducent.

## Biografie
Samen met zijn broers Ronnie en Robert maakte Charlie Wilson deel uit van de Amerikaanse R&B-groep The Gap Band, die vanaf 1974 tot 1999 vele hits hadden.
Wilson werkte vanaf 1985 mee aan diverse producties. Hij begon met Roger Troutman & Zapp. De hit Computer Love van het album The New Zapp IV U uit 1985 was de eerste medewerking. In 1991 was Wilson te horen op het album van Keith Sweat, Keep It Comin', Spend A Little Time. In 1989 werkte Wilson mee met Eurythmics op hun album We Too Are One. In 1992 kwam zijn eerste soloalbum uit, getiteld You Turn My Life Around. In hetzelfde jaar volgde de samenwerking met Aaron Hall, zanger van de RnB-formatie Guy. Van dit duo kwam It's Gonna Be Alright uit.
In het begin van de 21e eeuw werkte Wilson mee aan verschillende singles, waaronder Signs van Snoop Dogg en Justin Timberlake en ook That Girl van Pharrell en Snoop Dogg. Naast Snoop Dogg volgde ook de samenwerking tussen Mia X, Diddy, Mystikal, UGK en KAM. In 1995 werkte Wilson met Quincy Jones op het album Q's Jook Joint. In 1997 werkte Charlie Wilson aan de soundtrack Grindlock'd. De film was geregisseerd en geschreven door Vondie Curtis-Hall. De soundtrack verscheen op 28 januari 1997 bij Interscope Records. In juni 2009 verscheen de single van Tank, waarop onder anderen Charlie Wilson te horen is in het nummer Dream als een ode aan Michael Jackson. Dit nummer werd geproduceerd door Oak en Harvey Mason, en verscheen bij het label Blackground.
In 2024 kreeg Wilson een ster op de Hollywood Walk of Fame.

## Albums van The Gap Band
1. Magicains Holiday 1974 Shelter Records,
2. The Gap Band 1977 Tattoo Records,
3. The Gap Band I 1979 Mecury Records,
4. II 1979 Mercury Records,
5. III 1980 Mercury Records,
6. IV 1982 Mercury Records,
7. V 'Jammin' 1983 Total Experience Records,
8. Strike A Groove 1983 Passport Records
9. VI 1984 Total Experience Records,
10. VII 1985 Total Experience Records
11. Best Of The Gap Band, Gap Gold 1985 Mercuy Records,
12. 8 1986 Total Experience Records,
13. 12 Collection 1987 Mercury Records,
14. Straight From The Heart, Nr.9 1988,
15. Round Trip 1989 Capitol Records,
16. The Best Of The Gap Band 1994 Mercury Records,
17. Testimony, Featuring Charlie Wilson 1994 Lalique Records,
18. Ain't Nothin' But A Party 1995 Raging Bull Records,
19. Live & Well 1996 Intersound Records,
20. Greatest Hits 1996 Universal Records,
21. Live: Gotta Get Up 1997 EMI-Capitol Records,
22. Greatest Hits 1997 Polygram Records,
23. The Ballands Collection 1998 Capricorn Records,
24. The 12 Colection and More 1999 Casablanca/Universal Records,
25. Y2K: Funkin' till 2000 Comz 1999 Eagle Records,
26. 20t Century Masters: The Millennium Collection 2000 Mercury Records,
27. Ultimate Collecion 2001 Hip-O Records,
28. Love At Your Fingatips 2001 ARK 21 Records,
29. Gap Band '80s: The Very Best Of The Gap Band 2003 Varese Sarabande Records,
30. Orginal Artist Hit List 2003 Compendia Music Records,
31. The Gap Band Greatest Hits 2004 Collectables Records,
32. Gap Band Gold 'Remastered' 2006 Hip-O Records.
33. Drop The Bomb 2007 Sheridan Square Records
34. Mind The Gap 2007

## Samenwerking met andere artiesten
1. Zapp, Computer Love 1985, met Charlie Wilson.
2. Eurythmics, We Too Are One 1989 onder anderen Charlie Wilson.
3. Keith Sweat, Spend A Little Time 1991, met Charlie Wilson.
4. Aaron Hall, It's Gonna Be Alright 1992, met Charlie Wilson.
5. Quincy Jones, Q's Jook Joint 1995, onder anderen Charlie Wilson,
6. Snoop Dogg, Doggfather 1996, met Charlie Wilson.
7. Snoop Dogg, Up Jump Tha Boogie 1996, met Charlie Wilson.
8. Snoop Dogg, Snoop Bounce 1996, met Charlie Wilson.
9. Snoop Dogg, Vapors 1996, met Charlie Wilson.
10. Snoop Dogg, Groupie 1996, met Charlie Wilson.
11. Snoop Dogg, Upside Ya Head 1996, met Charlie Wilson.
12. Kam, No Idea 1997, met Roger Troutman & Charlie Wilson.
13. 2Pac, Snoop Dogg, Wanted Dead Or Alive 1997, met Charlie Wilson.
14. Snoop Doggy Dogg, Off The Hook 1997, met Charlie Wilson, Val Young, James E. Debarge.
15. Mia X, Whatcha Wanna Do 1998, met Charlie Wilson.
16. Snoop Dogg, Show Me Love 1998, met Charlie Wilson.
17. Mint Condition, Pretty Lady 1999, met Charlie Wilson.
18. Mystikal, Ghetto Fabulous 1999, met Snoop Dogg & Charlie Wilson.
19. Quincy Jones, Heaven Girl 1999, met Charlie Wilson, R. Kelly, Ron Isley, Aaron Hall & Naomi Campbell.
20. Roger Troutman II, Beautiful Lady 2000, met Charlie Wilson.
21. Avant, One Way Street 2002, met Charlie Wilson.
22. Snoop Dogg, Signs 2004, met Justin Timberlake & Charlie Wilson.
23. Snoop Dogg, Perfect 2004, met Charlie Wilson.
24. Kanye West, Late Registration 2005 onder anderen Charlie Wilson.
25. The Lovefreekz, Signs 2005, met Snoop Dogg, Justin Timberlake & Charlie Wilson.
26. Pharrell Williams, That Girl 2006, met Snoop Dogg & Charlie Wilson.
27. Snoop Dogg, Beautiful 2006 met Pharrell Williams & Charlie Wilson.
28. The Notorious B.I.G., Mi Casa 2006, met R. Kelly & Charlie Wilson.
29. UGK, How Long Can It Last 2007, met Charlie Wilson.
30. UGK, Quit Hatin' 2007, met The South, Willie D & Charlie Wilson.
31. T-Pain, Supa Sexy 2007, met Charlie Wilson.
32. Diddy, Need A Wife 2008, met Charlie Wilson.
33. Snoop Dogg, Can't Say Goodby 2008, met Charlie Wilson.
34. James Fauntleroy, Jump In 2008, met Charlie Wilson.
35. Bsoul, Groove On 2008, met Sure 2B & Charlie Wilson.
36. DJ Envy, Download 2009, met Charlie Wilson, Lil Kim & T-Pain
37. Tank, Dream 2009, met Toni Braxton, Faith Evans, JoJo, Ashanti, Charlie Wilson, Tyrese & Omarion.
38. Snoop Dogg, Caught Up, 2009, met Charlie Wilson.
39. Snoop Dogg, Feet Don't Fail Me Now 2009, met Nelly, Pharrell & Charlie Wilson.
40. Kanye West, See Me Now 2010, met Beyonce, Big Sean & Charlie Wilson.
41. Kanye West, The Joy 2010, met Jay-Z, Pete Rock, Charlie Wilson, Kid Cudi & Curtis Mayfield.
42. Kanye West, Lord, Lord, Lord 2010, met Mos Def, Swizz Beatz, Raekwon & Charlie Wilson.
43. Kanye West, Good Frydays 2010, met Common, Pusha T, Kid Cudi, Big Sean & Charlie Wilson.
44. Don Toliver, If I Had 2023, met Charlie Wilson

## Charlie Wilson-albums
1. You Turn My Life Around 1992 AMC/Bon Ami Records.
2. Bridging The Gap 2000 Major Records.
3. Charlie, Last Name Wilson 2005 Jive Records
4. Uncle Charlie 2009 Jive Records
5. Just Charlie 2010 Jive Records

## Hits
1. Sprung On Me 1992,
2. Please Believe Me 1992,
3. Realize 1992,
4. Without You 2000,
5. Come Back My Way 2000,
6. Charlie, Last name Wilson 2005,
7. Magic 2000,
8. Let's Chill 2005,
9. Supa Sexy 2007, met T-Pain,
10. Supa Sexy 2008 (remix) met T-Pain & Jamie Foxx,
11. Homeless 2008,
12. What You Do To Me (Don't Stop) 2008
13. Beautiful 2008, met DJleak, geproduceerd door The Underdogs, ook uitgebracht door Joe 2008
14. Shawty Come Back 2008 met Birdman
15. There Goes My Baby 2009
16. Can't Live Without You 2009
17. Take This Ring 2009, geproduceerd door B. Cox
18. You Are 2010

## Tracks
1. There Goes my Baby 2008.
2. One Time 2008 geproduceerd door Big D
3. Thinking Of You 2008 geproduceerd door The Underdogs.
4. Musta Head 2009 met Snoop Dogg
5. Can't Live Without You 2009

## Discografie
| Album met eventuele hitnotering(en) in de Nederlandse Album Top 100 | Datum van verschijnen | Datum van binnenkomst | Hoogste positie | Aantal weken | Opmerkingen |
| ------------------------------------------------------------------- | --------------------- | --------------------- | --------------- | ------------ | ----------- |
| Bridging the gap                                                    | 14-11-2000            |                       |                 |              |             |
| Just Charlie                                                        | 2010                  |                       |                 |              |             |

| Single met eventuele hitnotering(en) in de Nederlandse Top 40 | Datum van verschijnen | Datum van binnenkomst | Hoogste positie | Aantal weken | Opmerkingen                        |
| ------------------------------------------------------------- | --------------------- | --------------------- | --------------- | ------------ | ---------------------------------- |
| Signs                                                         | 29-4-2005             | 30-4-2005             | 3               | 14           | met Snoop Dogg & Justin Timberlake |

- Bibliothèque nationale de France: cb14239514x (data)
- Gemeinsame Normdatei: 135223016
- International Standard Name Identifier: 0000 0000 5515 6329
- Library of Congress Control Number: no00019381
- MusicBrainz: b2d7c5e9-0e74-45e9-99a2-de24c19ee014
- Virtual International Authority File: 6931903
- WorldCat: E39PBJmP9hw97qWrth9DTxvmBP